# Plátanos (Léros)
Plátanos (grec moderne : Πλάτανος) est une localité, ainsi qu'un quartier de la ville d'Agía Marína, située dans le dème de Léros, dans le district régional de Kálymnos, dans la périphérie d'Égée-Méridionale, en Grèce.